# 奥克桑德羅·格拉基
奥克桑德羅·格拉基（烏克蘭語：Олександр Миколайович Гладкий；1987年8月24日—）是一位烏克蘭足球運動員。在場上的位置是前鋒。他現在效力於烏克蘭足球超級聯賽球隊盧甘斯克索爾亞足球俱樂部。他也代表烏克蘭國家足球隊參賽。

## 外部連結
- Soccerway資料庫：奥克桑德羅·格拉基
- Player Profile at Shakhtar Donetsk Official Website